# Horst Schecker
Horst Schecker (* 1955 in Bremen) ist ein deutscher Physiker. Er war bis zu seiner Emeritierung Lehrstuhlinhaber für Physikdidaktik an der Universität Bremen.

## Werdegang
Bis 1981 studierte Schecker an der Universität Bremen Physik und Englisch und schloss das Studium mit dem Ersten Staatsexamen für das Lehramt an öffentlichen Schulen Sek. II in den genannten Fächern ab. Im Anschluss daran war er für vier Jahre als Doktorand wissenschaftlicher Mitarbeiter am Institut für Didaktik der Naturwissenschaften (IDN), Abteilung Physikdidaktik. 1985 erfolgte die Promotion zum Dr. rer. nat. (Titel der Dissertation: Schülervorverständnis zur Mechanik – eine Untersuchung in der Sekundarstufe II unter Einbeziehung historischer und wissenschaftstheoretischer Aspekte, Gutachter Hans Niedderer und Stefan von Aufschnaiter). An die Promotion schloss sich ein Referendariat am Schulzentrum des Sekundarbereichs II in Bremen-Blumenthal an. Nach dem Erlangen des Zweiten Staatsexamens (Thema der Examensarbeit: Einführung in die Quantenphysik des Elektrons in einem Grundkurs Physik) war Schecker von 1988 bis 1991 wissenschaftlicher Assistent am IDN. 1991 erfolgte die Einstellung als Gymnasiallehrer in den Schuldienst bei gleichzeitiger Abordnung an die Universität Bremen, wo er sich 1995 mit der Schrift Computereinsatz im Physikunterricht unter besonderer Berücksichtigung von Modellbildungssystemen in Fachdidaktik der Physik habilitierte. Als Privatdozent war er daraufhin bis 2002 im Fachbereich Physik/Elektrotechnik der Universität Bremen tätig, lediglich unterbrochen von einer Vertretungsprofessur für Didaktik der Physik an der Universität Osnabrück (1996/97).
Im Jahre 2002 wurde Schecker sowohl auf die Professur für Didaktik der Physik im Fachbereich Physik/Elektrotechnik der Universität Bremen als auch auf die Professur für Didaktik der Physik an der Ruhr-Universität-Bochum berufen; letzteren Ruf lehnte er ab. Von 2002 bis 2021 war Schecker dann Professor für Didaktik der Physik an der Universität Bremen, unterbrochen von einer Kurzzeit-Gastprofessur an der Universität Klagenfurt (2007). Nach seiner Emeritierung übernahm sein früherer Doktorand Christoph Kulgemeyer die Professur für Didaktik der Physik an der Universität Bremen. Auch nach der Pensionierung ist Schecker weiterhin in der Arbeitsgruppe Physikdidaktik aktiv.

## Forschungsschwerpunkte
Bereits mit seiner 1985 vorgelegten Dissertation setzte Schecker einen ersten Meilenstein im Bereich der Schülervorstellungsforschung und entwickelte einen eigenen Begriff des Vorverständnisses. In den 1990er-Jahren konnte er sich – gefördert durch die Deutsche Forschungsgemeinschaft (DFG) – mit Arbeiten zu graphischen Modellbildungssystemen profilieren. Diese Arbeiten mündeten in eine Habilitationsschrift, für die er 1995 den Nachwuchspreis der „Gesellschaft für Didaktik der Chemie und Physik“ (GDCP) erhielt. Auch bei seiner Grundlagenforschung über das Lernen von Physik hatte Schecker dabei immer den Transfer in den Physikunterricht im Auge. Mit seinen Aufsätzen zur Aufgabenkultur und zum Wissenschaftsverständnis im Physikunterricht hat Schecker zu einem nicht rein am Fachwissen bzw. am Lösen von Rechenaufgaben orientierten Physikunterricht gearbeitet. Ab 2002 setzte Schecker sich mit dem Thema des geschlechtersensiblen Physikunterrichts auseinander („Mädchen und Jungen im Physikunterricht“) und leitete ein von der Fraunhofer-Gesellschaft gefördertes Projekt, in dem untersucht wurde, ob und in welcher Form Robotik einen besonders mädchenorientierten Zugang zu MINT-Inhalten bieten kann. Ab 2008 führte Schecker ein Projekt zur Entwicklung von Testinstrumenten bezüglich experimenteller Kompetenz durch. Gemeinsam mit Ilka Parchmann verfasste Schecker im Jahre 2006 hierzu in der „Zeitschrift für Didaktik der Naturwissenschaften“ (ZfDN) den vielzitierten Aufsatz „Modellierung naturwissenschaftlicher Kompetenz“.
Im Sammelband zu den „Methoden in der naturwissenschaftsdidaktischen Forschung“, den Schecker gemeinsam mit Ilka Parchmann und Dirk Krüger herausgegeben hat, wird das Methodenrepertoire originär naturwissenschaftsdidaktischer Fragestellungen beschrieben und damit ein Schritt unternommen, die Naturwissenschaftsdidaktiken aus der methodischen Abhängigkeit der Psychologie zu lösen. Der Band hilft in diesem Sinne bei der weiteren Entwicklung der Naturwissenschaftsdidaktik als eigenständiger wissenschaftlicher Disziplin. Mit dem gemeinsam mit Hartmut Wiesner und Martin Hopf verfassten Lehrbuch „Physikdidaktik kompakt“ leistete Schecker einen wichtigen Beitrag zur weiteren Kanonisierung des Lehrstoffs in der universitären Physiklehrerbildung. Das Werk wurde so auch bei der Entwicklung von Tests zum fachdidaktischen Wissen als Grundlage verwendet. Es ist schnell zu einem der Standardlehrbücher der Physikdidaktik geworden.

## Engagement in wissenschaftlichen Verbänden und Gremien
Neben seiner Tätigkeit als Forscher und neben der akademischen Lehrer hat Schecker u. a. an der Entwicklung der gültigen Lehrpläne für den Physikunterricht in Bremen, Niedersachsen und Hessen mitgearbeitet. Von 1999 bis 2005 hat er für die DFG im Schwerpunktprogramm „Die Bildungsqualität von Schule“ (BIQUA) begutachtet. Von 2003 bis 2006 war er Mitglied im Gremium zur Begutachtung der DFG-Forschergruppe und des DFG-Graduiertenkollegs „Naturwissenschaftlicher Unterricht“ an der Universität Duisburg-Essen. 2004 hat er gemeinsam mit Hartmut Wiesner und Hans Fischer eine Expertise zur Weiterentwicklung des Physikunterrichts in der gymnasialen Oberstufe erarbeitet sowie 2006 als einer der Experten für die „Deutsche Physikalische Gesellschaft“ (DPG) die Expertise „Thesen für ein modernes Lehramtsstudium im Fach Physik“ mitverfasst. Er war ebenfalls 2006 Mitglied der nationalen Expertengruppe für die PISA-Studie und von 2011 bis 2013 Mitglied des wissenschaftlichen Beirats des „Deutschen Vereins zur Förderung des mathematischen und naturwissenschaftlichen Unterrichts“ (MNU). Horst Schecker gutachtet für viele nationale wie internationale Forschungszeitschriften und ist Mitglied im Beirat der „Zeitschrift für Didaktik der Naturwissenschaften“ (ZfDN).
Neben vielen weiteren Tätigkeiten in wissenschaftlichen Verbänden und Gremien war er zudem 2003/04 Vorsitzender der Kommission „Curriculare Standards der Lehrerbildung Physik“ des Ministeriums für Wissenschaft, Weiterbildung, Forschung und Kultur Rheinland-Pfalz, von 2005 bis 2008 Mitglied des Wissenschaftlichen Beirats des BMBF-Projekts „Chemie im Kontext“, von 2005 bis 2011 Vertreter der „Gesellschaft für Didaktik der Chemie und Physik“ (GDCP) in der „Gesellschaft für Fachdidaktik“ (GFD) sowie im selben Zeitraum Sprecher des Vorstands (Vorsitzender) der GDCP. Von 2008 bis 2013 war Schecker Mitglied der Gutachtergruppe zu Bewertung der Aufgaben für die Überprüfung der nationalen Bildungsstandards Physik im Auftrag des „Instituts für die Qualitätsentwicklung im Bildungswesen“ (IQB), von 2009 bis 2012 Mitglied der Jury für die Vergabe des „Friedrich-Preises für Didaktik der Naturwissenschaften“ und von 2013 bis 2021 Vorsitzender des Kuratoriums der GDCP-Stiftung „Stiftung zur Förderung des wissenschaftlichen Nachwuchses in der Didaktik der Chemie und Physik“.

## Auszeichnungen
- 2022: Auszeichnung mit dem Georg-Kerschensteiner-Preis der Deutschen Physikalischen Gesellschaft (DPG)[3]
- 2017: Auszeichnung mit der Ehrenmedaille der Gesellschaft für Didaktik der Chemie und Physik für langjährige hervorragende Leistungen in der Didaktik der Chemie und Physik[4]
- 2003: Berninghausenpreis der Universität Bremen für ausgezeichnete Lehre und ihre Innovation
- 2000: Auszeichnung als „Kapitän auf großer Vortragsfahrt“ für Vorträge auf der Bremerhavener MNU-Tagung
- 1995: Preis der „Gesellschaft für Didaktik der Chemie und Physik“ zur Förderung des wissenschaftlichen Nachwuchses (ausgezeichnet wurde die Habilitationsschrift)

## Ausgewählte Veröffentlichungen
Neben über 50 Buchartikeln sowie weit über 100 Artikeln in wissenschaftlichen Fachzeitschriften und Tagungsbänden war Horst Schecker u. a. an folgenden Fachbüchern beteiligt:
- H. Schecker, M. Hopf, D. Höttecke, H. Wiesner: Physikdidaktik kompakt. Aulis, Köln 2022.
- H. Schecker, T. Wilhelm, M. Hopf: Unterrichtskonzeptionen für den Physikunterricht. Springer Spektrum, Heidelberg 2021.
- H. Schecker, D. Krüger, I. Parchmann: Theorien in der naturwissenschaftsdidaktischen Forschung. Springer, Berlin 2018.
- H. Schecker, T. Wilhelm, M. Hopf, R. Duit: Schülervorstellungen und Physikunterricht. Springer, Berlin 2018.
- H. Schecker, D. Krüger, I. Parchmann: Methoden in der naturwissenschaftsdidaktischen Forschung. Springer, Berlin 2014
- H. Schecker, H. Wiesner, M. Hopf (Hrsg.): Physikdidaktik kompakt. Aulis, Köln 2011.
- H. Schecker, R. Duit (Hrsg.): Themenheft „Standards“. 2007.
- H. Schecker: Physik modellieren. Klett, Stuttgart 1998.
- H. Schecker, T. Bethge (Hrsg.): Software-Werkzeuge zur Modellbildung im Physikunterricht – Konzepte und Erfahrungen. Universitätsverlag., Bremen 1990.
- H. Schecker: Das Schülervorverständnis zur Mechanik – eine Untersuchung in der Sekundarstufe II unter Einbeziehung historischer und wissenschaftstheoretischer Aspekte. Dissertation. Universität Bremen, 1985.